# Макрей, Гордон
Альберт Гордон Макрей (англ. Albert Gordon MacRae; 12 марта 1921 — 24 января 1986) — американский актёр и певец.

## Биография
Родился в Ист-Ориндж, Нью-Джерси. Получил образование в Ноттингхэмской средней школе в Сиракьюсе, в 1940 году окончил Дирфилдскую академию в Массачусетсе. Во время Второй мировой войны служил в Военно-воздушных силах Армии США.
Как певец, Макрей дебютировал на Бродвее в 1942 году, вскоре после этого он заключил контракт со звукозаписывающей студией. Многие из его хитов были записаны совместно с Джо Стаффорд. В 1948 году Гордон Макрей появился в своём первом фильме, «Большой удар». В следующих фильмах партнёром актёра по съёмках стала Дорис Дэй. Вместе они снялись в комедии «Чай для двоих» (1950), мюзиклах «Залив лунного света» (1951) и «В свете серебристой луны» (1953). Далее были главные роли в экранизациях мюзиклов «Оклахома!» (1955) и «Карусель» (1956).
На радио Макрей вёл программу «Железнодорожный час», в котором звучали отрывки из бродвейских мюзиклов. На телевидении актёр часто появлялся в таких программах, как «Шоу Марты Рэй», «Шоу Форда» и «Шоу Полли Берген». В канун Рождества 1958 года Макрей исполнил гимн «О Святая ночь».
С 1941 по 1967 год Макрей был женат на актрисе Шейле Макрей (1921—2014). В браке у супругов родилось четверо детей. Второй женой актёра стала Элизабет Шраффт, с которой он прожил до самой своей смерти.
Умер Гордон Макрей от рака гортани 24 января 1986 года в Линкольне, Небраска.